# جيسي دانيال أميس
جيسي دانيال أميس (بالإنجليزية: Jessie Daniel Ames)‏ هي مدافعة عن الحقوق المدنية أمريكية، ولدت في 2 نوفمبر 1883 في فلسطين في الولايات المتحدة، وتوفيت في 21 فبراير 1972 في أوستن في الولايات المتحدة.

## وصلات خارجية
- جيسي دانيال أميس على موقع الموسوعة البريطانية (الإنجليزية)